# Грижув
Грижув (пол. Gryżów, нім. Griesau) — село в Польщі, у гміні Корфантув Ниського повіту Опольського воєводства.
Населення — 332 особи (2011).

## Демографія
Демографічна структура станом на 31 березня 2011 року:
|          | Загалом | Допрацездатний вік | Працездатний вік | Постпрацездатний вік |
| -------- | ------- | ------------------ | ---------------- | -------------------- |
| Чоловіки | 177     | 40                 | 120              | 17                   |
| Жінки    | 155     | 28                 | 95               | 32                   |
| Разом    | 332     | 68                 | 215              | 49                   |